# Carolina Bourbonsko-Parmská
Princezna Maria Carolina Christina Bourbonsko-Parmská, markýza ze Sala (* 23. června 1974 Nijmegen) je čtvrté a nejmladším dítě princezny Irene Nizozemské a vévody Karla Huga Parmského. Je členkou rodu Bourbonsko-Parmských, jakož i rozšířené nizozemské královské rodiny.

## Mládí
Princezna Carolina se narodila 23. června 1974 v Nijmegenu. Má dva starší bratry, prince Karla, hlavu dynastie Bourbonsko-Parmských, a prince Jaimeho. Má také jednu starší sestru, princeznu Margaritu. Byla pokřtěna na zámku Lignières ve Francii, kde se jejími kmotry stali princ Claus Nizozemský, princezna Christina Nizozemská a kněžna Maria de las Nieves Bourbonsko-Parmská.
V roce 1981, když jí bylo šest, se její rodiče rozhodli rozvést. Spolu se svou matkou a jejími bratry a sestrou se přestěhovala do nizozemského Soestu, poblíž tehdejšího bydliště jejích prarodičů, bývalé nizozemské královny Juliany Nizozemské a prince Bernharda Lipsko-Biesterfeldského. Později žili chvíli ve vile ve Wijk bij Duurstede.

## Vzdělání a kariéra
Princezna Carolina vystudovala politologii na Amsterdamské univerzitě a na Harvardově univerzitě a má také titul M.Sc. v oblasti nucené migrace z Oxfordské univerzity. Má za sebou kariéru v OSN. V současné době pracuje v OSN v Ženevě, v Úřadu pro koordinaci humanitárních záležitostí (UNOCHA).

## Manželství
Dne 9. ledna 2012 bylo oznámeno, že se Carolina provdá za Alberta Alphonsa Ludgeruse Brenninkmeijera (* 16. května 1974), člena bohaté rodiny Brenninkmeijerů. Civilní sňatek se uskutečnil 21. dubna 2012 ve Wijk bij Duurstede. Církevní svatba se konala v San Miniato al Monte 16. června 2012 v italské Florencii. Pár má dvě děti, dceru a syna:
- Alaïa-Maria Irene Cécile Brenninkmeijer, narozena 20. května 2014 ve švýcarském Curychu. Dne 4. října 2014 v nizozemském Noordwijk aan Zee absolvovala dvojí křest se svou sestřenicí princeznou Zitou Clarou Bourbonsko-Parmskou. Jejími kmotry jsou princezna Margarita Bourbonsko-Parmská, princ Constantijn Nizozemský, Philippe Brenninkmeijer a Silvia Brenninkmeijer-Arboli.
- Xavier Albert Alphons Brenninkmeijer, narozen 16. prosince 2015 ve švýcarském Curychu.[2]

## Další aktivity
Princezna je pravidelně viděna na důležitých událostech nizozemského královského domu. V roce 2001 byla jednou z družiček na svatbě prince Constantijna a Petry Laurentien Brinkhorstové. Během křtu jejich dcery, hraběnky Eloise Oranžsko-Nasavské, byla kmotrou dítěte. Byla svědkem na církevní svatbě svého bratrance prince Florise Oranžsko-Nasavského van Vollenhovena a v roce 2010 byla jmenována kmotrou Florisova druhého dítěte Eliane.